# صالح نيكبخت
صالح نيكبخت (بالفارسية: محمدصالح نیکبخت) هو محامي إيراني بارز وأكاديمي. وهو المتحدث باسم جمعية السجناء السياسيين في إيران. 